# Prosopofrontina conifrons
Prosopofrontina conifrons är en tvåvingeart som först beskrevs av Villeneuve 1950.  Prosopofrontina conifrons ingår i släktet Prosopofrontina och familjen parasitflugor.
Artens utbredningsområde är Uganda. Inga underarter finns listade i Catalogue of Life.